# El Mante, Veracruz
El Mante är en ort i Mexiko.   Den ligger i kommunen Castillo de Teayo och delstaten Veracruz, i den sydöstra delen av landet, 200 km nordost om huvudstaden Mexico City. El Mante ligger 95 meter över havet och antalet invånare är 488.
Terrängen runt El Mante är platt åt sydost, men åt nordväst är den kuperad. El Mante ligger nere i en dal. Runt El Mante är det ganska tätbefolkat, med 83 invånare per kvadratkilometer. Närmaste större samhälle är Castillo de Teayo, 9,3 km nordost om El Mante. Trakten runt El Mante består till största delen av jordbruksmark.